# Luigi Bernini

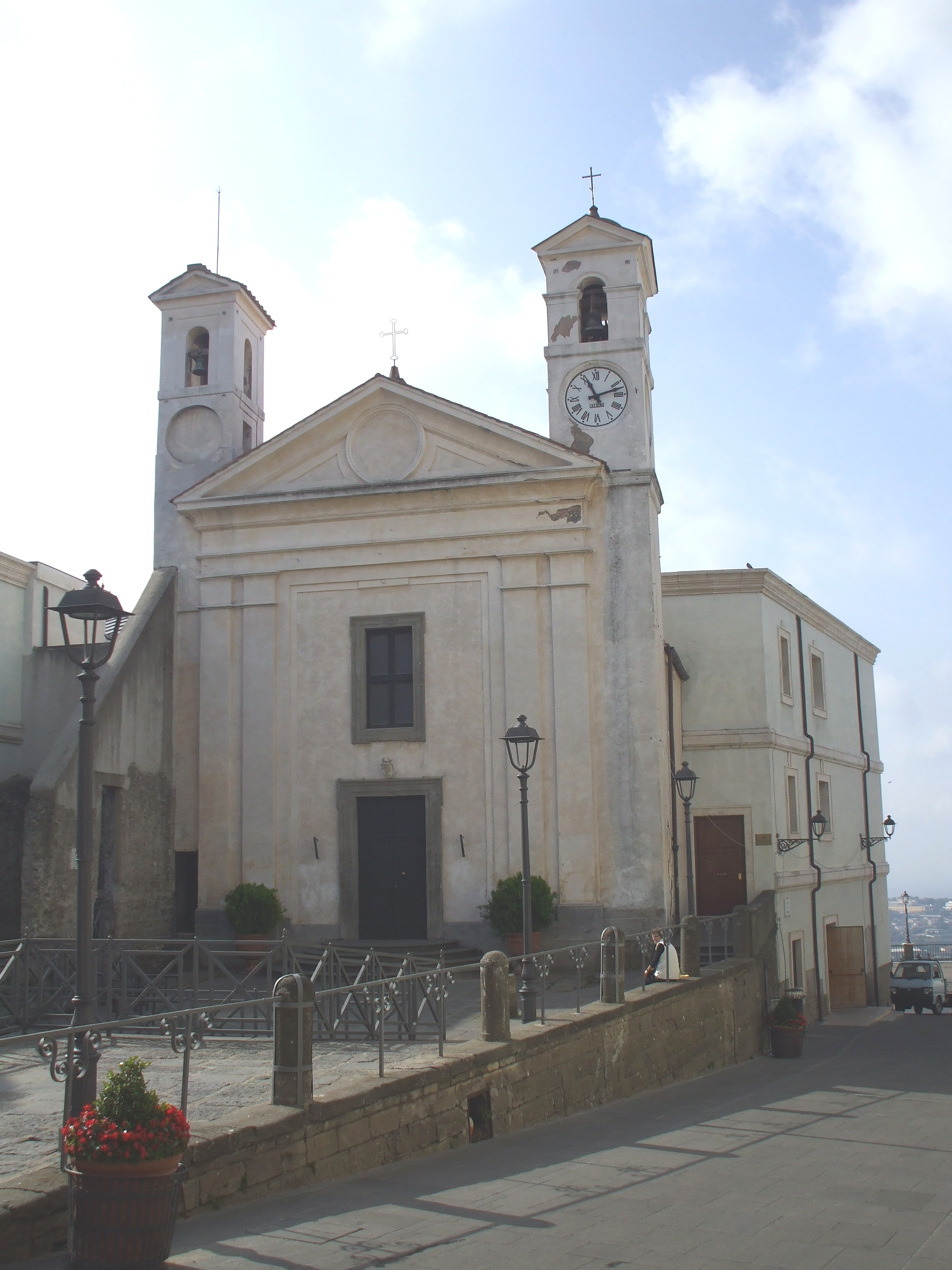
Chiesa di San Nicola, Ariccia

Luigi Bernini (* um 1612 in Rom; † 22. Dezember 1681 in Rom) war ein italienischer Bildhauer, Architekt und Maschinenkonstrukteur.

## Leben
Sohn des Pietro Bernini und Schüler seines älteren Bruders Giovanni Lorenzo Bernini, als dessen Gehilfe er teilweise tätig war. Zwischen 1626 und 1628 fertigte er im Auftrag seines Bruders einen der Engel des Hauptaltars der Kirche Sant’ Agostino in Rom. Ab 1634 leitete er die Bauhütte von St. Peter, wo er unter anderem Maschinen konstruierte, die die Arbeiten an und in der Kirche erleichterten. Nebenher war er aber immer wieder unterstützend in der Werkstatt seines Bruders tätig. Unter Papst Alexander VII. bekleidete er das Amt eines Architetto delle Acque. 1657 war er Kustos des Vatikans. 1665 vertrat er seinen in Frankreich weilenden Bruder bei den Bauten in St. Peter und am Palazzo Chigi. 1670 wurde er wegen Päderastie angeklagt und musste nach Neapel fliehen. Dank der Fürsprache seines Bruders und der Königin Christina von Schweden wurden alle Anklagepunkte fallen gelassen, so dass er bereits nach kurzer Zeit nach Rom zurückkehren konnte. Allerdings musste er den Verlust aller seiner Ämter akzeptieren.
Luigi Bernini gilt als eher mittelmäßiger Künstler, der lediglich als Vertreter und Mitarbeiter seines Bruders angesehen wurde, so dass er selbst kaum mit künstlerischen Aufträgen bedacht wurde.

## Werke
- Rom, St. Peter: Rechter Engel auf dem Sarg der Mathilde von Canossa, zwischen 1634 und 1637
- Rom, St. Peter: Drei kreuztragende Engel, 1635
- Garten von Valsanzibio (Entwurf zugeschrieben)[1]